# Métimé
Métimé (auch: Alio Attifa, Mitimé, Mitimi, Mittimee, Nétimé) ist ein Dorf in der Landgemeinde N’Gourti in Niger.

## Geographie
Das von einem traditionellen Ortsvorsteher (chef traditionnel) geleitete Dorf liegt rund 90 Kilometer südlich des Hauptorts N’Gourti der gleichnamigen Landgemeinde und des gleichnamigen Departements N’Gourti, das zur Region Diffa gehört. Zu den Siedlungen in der näheren Umgebung von Métimé zählen die Stadt N’Guigmi im Südwesten und Dorf Bilabrin im Südosten. Südöstlich von Métimé erhebt sich der 295 m hohe Hügel Tassay.
Métimé ist Teil der Übergangszone zwischen Sahara und Sahel. Die durchschnittliche jährliche Niederschlagsmenge beträgt hier zwischen 200 und 300 mm.

## Geschichte

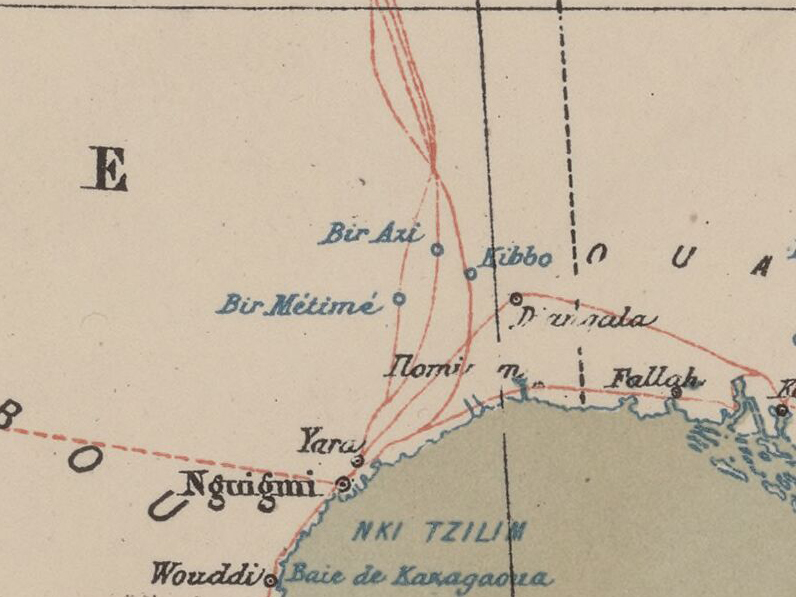
Ausschnitt einer Karte von 1903 mit der Wasserstelle Métimé (Bir Métimé) im Zentrum

Die britischen Afrikaforscher Hugh Clapperton, Dixon Denham und Walter Oudney besuchten Métimé bei ihrer Sahara-Durchquerung im Jahr 1823. Sie beschrieben den Ort als reizvolle bewaldete Niederung mit über 50 Brunnen. Die 520 Kilometer lange Piste für Kamele zwischen den Orten Bilma und N’Guigmi, die durch Métimé führte, galt in den 1920er Jahren als einer der Hauptverkehrswege in der damaligen französischen Kolonie Niger.

## Bevölkerung
Bei der Volkszählung 2012 hatte Métimé 274 Einwohner, die in 50 Haushalten lebten. Bei der Volkszählung 2001 betrug die Einwohnerzahl 194 in 35 Haushalten und bei der Volkszählung 1988 belief sich die Einwohnerzahl auf 171 in 38 Haushalten.
Métimé ist eine der Hauptsiedlungen der ethnischen Gruppen der Tubu und Araber in der Region Diffa, in der sie rund zehn Prozent der Gesamtbevölkerung stellen. Das Dorf ist der Sitz einer aus mehreren Stämmen zusammengesetzten und von einem sheick angeführten Tubu-Daza-Gruppierung sowie eines unabhängigen Stammes, der aus Tuareg und früheren Tubu-Gefangenen besteht.

## Wirtschaft und Infrastruktur
In der Gegend von Métimé befindet sich Weideland. Mit einem Centre de Santé Intégré (CSI) ist ein Gesundheitszentrum im Ort vorhanden. Es gibt eine Schule. Das nigrische Unterrichtsministerium richtete 1996 gemeinsam mit dem Welternährungsprogramm der Vereinten Nationen zahlreiche Schulkantinen in von Ernährungsunsicherheit betroffenen Zonen ein, darunter eine für Nomadenkinder in Métimé.